# استه‌ویول
استه‌ویول (به انگلیسی: Steviol)  یک ترکیب شیمیایی با شناسه پاب‌کم ۴۵۲۹۶۷ است. 